# Lista de deputados estaduais do Pará da 16.ª legislatura
Esta é a lista de deputados estaduais do Pará para a legislatura 2007–2011.

## Composição das bancadas
| Partido | Líder               | Bancada | Posição  |
| ------- | ------------------- | ------- | -------- |
| PSDB    | Cezar Colares       | 10 / 41 | Oposição |
| PT      | Bernadete ten Caten | 6 / 41  | Governo  |
| PMDB    | Chicão Chagas       | 5 / 41  | Oposição |
| PFL     | Luiz Sefer          | 4 / 41  | Oposição |
| PTB     | Joaquim Passarinho  | 4 / 41  | Governo  |
| PDT     | Martinho Carmona    | 2 / 41  | Governo  |
| PL      | Junior Hage         | 2 / 41  | Governo  |
| PV      | Deley Santos        | 2 / 41  | Governo  |
| PPS     | Arnaldo Jordy       | 2 / 41  | Oposição |
| PSC     | Alessandro Novelino | 1 / 41  | Governo  |
| PRB     | Roberto Santos      | 1 / 41  | Governo  |
| PP      | Zé Neto             | 1 / 41  | Governo  |
| PSB     | Cássio Andrade      | 1 / 41  | Governo  |

## Deputados estaduais
| Número | Deputados estaduais eleitos  | Partido | Votação | Percentual | Cidade onde nasceu  | Unidade federativa |
| 45451  | Manoel Pioneiro              | PSDB    | 63.311  | 2,03       | Nova Módica         | Minas Gerais       |
| 25555  | Luiz Afonso de Proença Sefer | PFL     | 61.700  | 1,98       | Belém               | Pará               |
| 25123  | Márcio Miranda               | PFL     | 60.390  | 1,94       | Pavão               | Minas Gerais       |
| 45150  | Cezar Colares                | PSDB    | 51.939  | 1,66       | Belém               | Pará               |
| 45678  | André Teixeira Dias          | PSDB    | 49.523  | 1,59       | Belém               | Pará               |
| 45045  | José Megale                  | PSDB    | 49.265  | 1,58       | Belém               | Pará               |
| 45130  | Dra. Ana Cunha               | PSDB    | 47.468  | 1,52       | Barcarena           | Pará               |
| 45800  | Suleima Pegado               | PSDB    | 38.531  | 1,24       | Belém               | Pará               |
| 15555  | Chicão Brigido               | PMDB    | 37.592  | 1,20       | Ipixuna             | Amazonas           |
| 14123  | Joaquim Passarinho           | PTB     | 36.713  | 1,18       | Belém               | Pará               |
| 25456  | Dr. Haroldo Martins          | PFL     | 36.635  | 1,17       | Cametá              | Pará               |
| 13133  | Bernadete Ten Caten          | PT      | 36.202  | 1,16       | Cerro Largo         | Rio Grande do Sul  |
| 20000  | Alessandro Novelino          | PSC     | 35.981  | 1,15       | Belém               | Pará               |
| 10123  | Roberto Santos               | PRB     | 35.163  | 1,13       | Areado              | Minas Gerais       |
| 13280  | Miriquinho Batista           | PT      | 35.006  | 1,12       | Abaetetuba          | Pará               |
| 14444  | Dr. Eduardo Costa            | PTB     | 34.055  | 1,09       | Belém               | Pará               |
| 14999  | Róbson Robgol                | PTB     | 33.400  | 1,07       | Barra de São Miguel | Paraíba            |
| 14500  | Júnior Ferrari               | PTB     | 32.934  | 1,06       | Oriximiná           | Pará               |
| 45145  | Tetê Santos                  | PSDB    | 32.809  | 1,05       | Porto Nacional      | Tocantins          |
| 11110  | Zé Neto                      | PP      | 31.650  | 1,01       | Campina Grande      | Paraíba            |
| 13103  | Valdir Ganzer                | PT      | 30.253  | 0,97       | Iraí                | Rio Grande do Sul  |
| 13131  | Dr. Carlos Martins           | PT      | 30.135  | 0,97       | Santarém            | Pará               |
| 15177  | Domingos Juvenil             | PMDB    | 30.017  | 0,96       | Vigia               | Pará               |
| 45612  | Bosco Gabriel                | PSDB    | 29.525  | 0,95       | Colatina            | Espírito Santo     |
| 15195  | Antônio Rocha                | PMDB    | 29.025  | 0,93       | Santarém            | Pará               |
| 45123  | Italo Mácola                 | PSDB    | 28.633  | 0,92       | Belém               | Pará               |
| 13611  | Regina Barata                | PT      | 27.987  | 0,90       | Belém               | Pará               |
| 15108  | Eduardo Anaice               | PMDB    | 27.658  | 0,89       | Macapá              | Amapá              |
| 12456  | Martinho Carmona             | PDT     | 27.331  | 0,88       | Belém               | Pará               |
| 12345  | Luís Cunha                   | PDT     | 27.102  | 0,87       | Augusto Corrêa      | Pará               |
| 25800  | Josefina Aleluia             | PFL     | 26.691  | 0,86       | Óbidos              | Pará               |
| 13130  | Carlos Bordalo               | PT      | 26.608  | 0,85       | Breves              | Pará               |
| 45222  | Alexandre Von                | PSDB    | 26.096  | 0,84       | Santarém            | Pará               |
| 22111  | Adamor Aires                 | PL      | 23.421  | 0,75       | Ourém               | Pará               |
| 43456  | Gabriel Guerreiro            | PV      | 22.113  | 0,71       | Oriximiná           | Pará               |
| 23623  | Arnaldo Jordy                | PPS     | 21.492  | 0,69       | Belém               | Pará               |
| 15888  | Simone Morgado               | PMDB    | 21.260  | 0,68       | Belém               | Pará               |
| 22345  | Junior Hage                  | PL      | 20.624  | 0,66       | Belém               | Pará               |
| 23150  | João Salame Neto             | PPS     | 15.300  | 0,49       | Marabá              | Pará               |
| 43120  | Wanderley Santos (Deley)     | PV      | 14.962  | 0,48       | Tucuruí             | Pará               |
| 40111  | Cássio Andrade               | PSB     | 10.893  | 0,35       | Salvador            | Bahia              |